# Dębniewice
Dębniewice – osada w Polsce położona w województwie zachodniopomorskim, w powiecie drawskim, w gminie Wierzchowo.
W latach 1975–1998 miejscowość administracyjnie należała do województwa koszalińskiego. W roku 2007 miejscowość liczyła 18 mieszkańców. Osada wchodzi w skład sołectwa Świerczyna. Najbardziej na wschód położona miejscowość gminy.

## Geografia
Osada leży ok. 5,5 km na północny wschód od Świerczyny.